# Macrodampetrus bicoloripes
Macrodampetrus bicoloripes is een hooiwagen uit de familie Assamiidae.